# 朴泰健
朴泰健（韓語：박태건，1991年5月8日—）是韓國男子田徑運動員，專攻短跑，曾在2017年亞洲田徑錦標賽以20.76秒（W：0.0）奪得200公尺銀牌。2018年，他在韓國全國田徑錦標賽上以20.40秒的成績刷新了塵封了33年的全國紀錄。
朴泰健原名朴鳳高（박봉고），2017年11月改為現名。

## 外部連結
- 朴泰健在的頁面